# Superelaks
Superelaks – album hip-hopowy wspólnie nagrany przez Onara i O$kę w 2001 roku.

## Lista utworów
Opracowano na podstawie materiału źródłowego.
Album
1. "Intro" - 0:22
2. "Gdyby nie to" - 4:55
3. "Głos z serca" (gościnnie: Selma) – 4:38
4. "Więcej te er u de u..." (gościnnie: Tede) – 0:33
5. "Najtrudniej" (gościnnie: Pih) – 3:37
6. "Mam dosyć" - 2:45
7. "Tamte prywatki" - 4:36
8. "Ciesz się chwilą" (gościnnie: Selma) – 4:29
9. "Chcesz mieć wszystko" (gościnnie: Inespe) – 4:29
10. "Zachrypnięte gardło - superelaks mix" - 4:55
11. "Koszmar powraca" - 2:45
12. "Pseudo rap" (gościnnie: Ciechu) – 1:01
13. "Od lat" - 5:03
14. "Jakie to uczucie" (gościnnie: Selma) – 4:02
15. "Wszystko ma swój koniec" (gościnnie: Ekonom) – 4:27
16. "Jeden strzał - rmx" (gościnnie: Selma) – 4:17
17. "Fatum" (gościnnie: Płomień 81, Małolat) – 3:28
18. "Outro" - 0:18

Singel
| Tamte prywatki |
| --- |
| 1. "Tamte prywatki" (Czyste) – 3:46 2. "Tamte prywatki BW Remix" (Czyste) – 3:43 3. "Marionetki" (Brudne) – 4:51 4. "Tamte prywatki DJ Romek Remix" (Brudne) – 3:36 5. "Tamte prywatki" (Brudne) – 5:03 6. "Tamte prywatki BW Remix" (Brudne) – 5:14 7. "Tamte prywatki" (Instrumental) – 5:03 8. "Tamte prywatki BW Remix" (Instrumental) – 5:14 9. "Marionetki" (Instrumental) – 4:51 10. "Tamte prywatki DJ Romek Remix" (Instrumental) – 3:36 |